# Truvar degli Obotriti
Truvor degli Obotriti e di Izborsk (detto il Giusto, in russo Трувар (Триворъ) Верный Оботритиов и Белозерскоеù?; dopo l'831 – Izborsk, circa 864) è stato principe di Izborsk, figlio di Godoslav degli Obotriti e di Umila di Novgorod.
Era fratello di Rjurik e Sivar degli Obotriti.

## Fonti storiche
- О Княгине Русской Миле Новгородской. La connessione di Umila a Rurik basata solo sugli scritti di Vasily Tatishchev, del 1750, sia sulla Cronache di Ioachim, un antico manoscritto che scoprì ma che poi andò perduto.
- Cronaca degli anni passati
- Danilevsky, Igor. «Рюрик — это легенда» (in Russo). Русская Планета. Recuperato il 12 Novembre 2014.
- scritti di Vasily Tatishchev del 1750
- Cronache di Ioachim